# Ширђ
Ширђ (алб. Shirq) јесте насеље које је било у саставу некадашње општине Дајч у близини Скадра (Албанија). Од 2015. дио је општине Скадар. Мјесто се налази поред ријеке Бојане.
Иван Јастребов је о овом мјесту записао да је најпознатије село од села Бреги бунес, тј. приобаља Бојане. Познато је по својој старој цркви Свете Ане која је доста мања од цркве Св. Сергија, али у односу на њу предност јој је то што су зидови били обложени разнобојним камењем. Црква се готово сасвим срушила и проблем је доћи до камена са словенским натписом који помиње Ијасинт Екар. Он је видио два камена на којима су били уклесани ти натписи, али није знао или није хтио да их вјерно пренесе, него је само напоменуо да ти натписи свједоче да је цркву 1365. г. подигла једна од српских кнегиња. Јастребов сматра да је можда исправнија 1265. година, па је цркву могла подићи краљица Јелена Анжујска, јер 1365. у Зети није било српских кнегиња, сем Јелене, жене Ђурђа Страцимировића, а кћери кнеза Лазара (мада је она живјела касније и градила је цркве на Бешки 1440. г.). Иако је црква нестала, католици је посјећују у вријеме Јастребова на дан Свете Ане. Православци су већ тада престали да је обилазе, иако натпис, стил градње, остаци ликова светаца осликаних на зидовима, свједоче о припадности ове цркве хришћанима православне вјероисповијести. Сви житељи тих села су Албанци, а православни су коначно потурчени. Тај крај је био некада насељен Србима, а Албанци су чинили четвртину становништва, по статистичким подацима Макушева.